# The Three Musketeers (1933)
The Three Musketeers é um seriado estadundense de 1933, produzido pela Mascot Pictures, com base no romance “Os Três Mosqueteiros”, de Alexandre Dumas, porém em versão atualizada para a época e ambientada no Norte da África. Os Mosqueteiros são soldados da Legião Estrangeira Francesa, e D'Artagnan (representado pelo Tenente Tom Wayne e interpretado por John Wayne), é um piloto militar estadunidense. O seriado, atualmente, está em domínio público.
Em 1946, foi feita uma versão editada com 70 minutos, lançada sob o título Desert Comand.

## Sinopse
Quando o Tenente Wayne (John Wayne) é acusado do assassinato do irmão de sua noiva, Armando Corday (Lon Chaney Jr., creditado como Creighton Chaney), ele promete capturar o verdadeiro assassino, um misterioso terrorista árabe conhecido apenas como El Shaitan. Ele é ajudado nessa missão pelos Três Mosqueteiros: Clancy (um irlandês sempre procurando por briga), Renard, e Schmidt (que ama salsichas).

## Elenco
- Jack Mulhall … Clancy
- Raymond Hatton … Renard
- Ralph Bushman[3] … Schmidt
- John Wayne … Tom Wayne
- Ruth Hall … Elaine Corday
- Creighton Chaney (Lon Chaney, Jr.) …  Armand Corday
- Hooper Atchley … El Kadur
- Gordon de Main … Coronel Duval
- Robert Frazer … Major Booth e El Shaitan, líder do The Devil's Circle, cujo objetivo é destruir a Legião Estrangeira Francesa. Frazer interpretou ambos, El Shaitan e Major Booth, mas a verdadeira identidade de El Shaitan acabou recaindo sobre um outro suspeito, o que foi considerado, por Cline, “muito confuso”[4]
- Noah Beery, Jr. … Noah Stubbs
- Al Ferguson … Ali
- Edward Peil, Sr. … Ratkin
- William Desmond … Captain Boncour
- George Magrill … El Maghreb
- Robert Warwick … Brent
- Yakima Canutt ... El Shaitan-Masked

## Produção
The Three Musketeers foi uma adaptação livre do romance “Os Três Mosqueteiros”, de Alexandre Dumas e foi atualizado para o período do filme. Os Três Mosqueteiros são legionários da Legião Estrangeira Francesa: Clancy (Irlandês), Renard (Francês) e Schmidt (Alemão). D'Artagnan, personificado como Tom Wayne, é um aviador estadunidense interpretado por John Wayne, que resgata os três de um ataque árabe enquanto voava pelo deserto.

## Capítulos

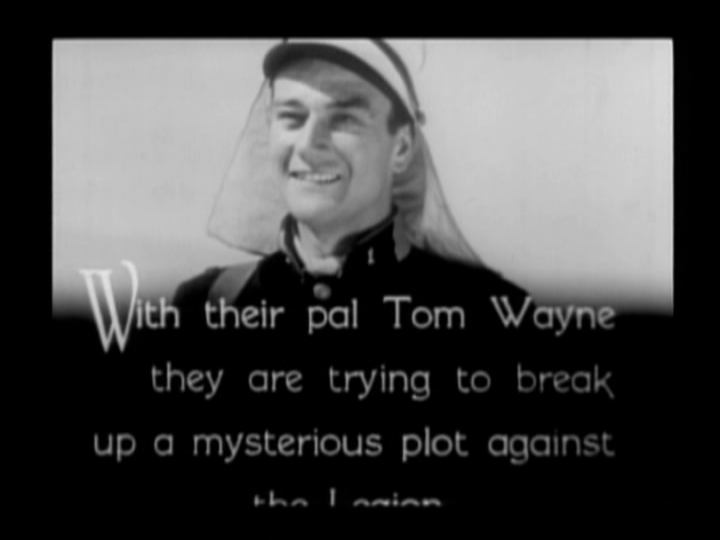
John Wayne como Tenente Tom Wayne

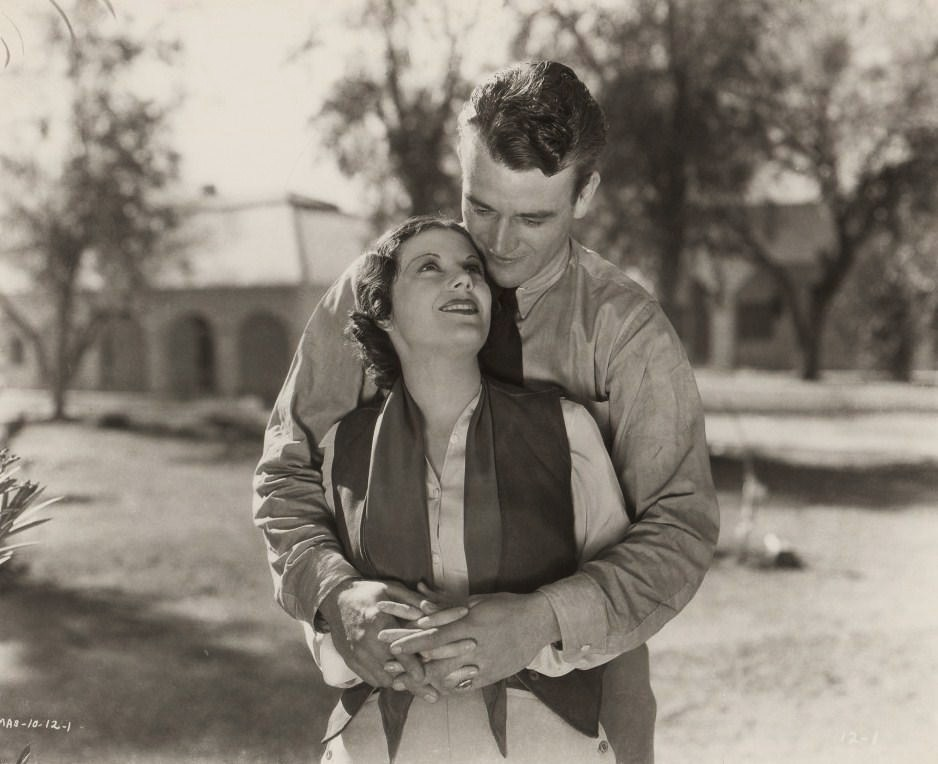
John Wayne e Ruth Hall em The Three Musketeers

1. The Fiery Circle
2. One for All and All for One
3. The Master Spy
4. Pirates of the Desert
5. Rebels' Rifles
6. Death's Marathon
7. Naked Steel
8. The Master Strikes
9. The Fatal Cave
10. Trapped
11. The Measure of a Man
12. The Glory of Comrades

Fonte:

## FreeMooviesOnline
| - The Fiery Circle One For All, All For One The Master Spy Pirates of the Desert | - Rebel Rifles Death's Marathon Naked Steel The Master Strikes | - The Fatal Circle Trapped! The Measure of a Man The Value of Comrades |